# Anand
Anand (hindi: आनंद, urdu: آنند) – bollywoodzki klasyk filmowy z 1971 roku. Reżyseria według własnego scenariusza - Hrishikesh Mukherjee, autor Mili i Madhumati. W rolach głównych nagrodzeni za swoje kreacje Amitabh Bachchan i Rajesh Khanna.  Tematem filmu jest przyjaźń i umieranie. Bohaterowie muszą zmierzyć się z tym, jak przyjąć odchodzenie bliskiej osoby chorej na raka. To właśnie ona uczy ich radości życia tracąc je. Swoją postawą pokazuje im zgodę na to, że panem życia i śmierci jest Bóg.
W 2005, Indiatimes Movies film zaliczono do 25 najbardziej godnych uwagi filmów Bollywoodu, (Top 25 Must See Bollywood Films).
Inspiracją do stworzenia postaci Ananda jest Raj Kapoor, który zwraca się do reżysera Hrishikesh Mukherjee "Babu Moshay". Film dedykowano jemu i ludziom z miasta Bombaj. 
Potem remake w  malajalam, pt Chitrashalabham (Motyl) z Jayaram i Biju Menon w rolach głównych.
Dialogi do filmu napisał Gulzar, reżyser Maachis i Hu Tu Tu.

## Fabuła
Bombaj. Dr Bhaskar Bannerjee (Amitabh Bachchan) nie umie się cieszyć życiem. Całe dni poświęca pracy. Szkoda mu nawet czasu na jedzenie. Dręczy go bezsilność wobec nędzy i głodu pacjentów. Męczy niemoc wobec śmierci. Wątpi w Boga w świecie wypełnionym cierpieniem. Pewnego dnia w jego domu pojawia się Anand Saigal (Rajesh Khanna). Rozjaśnia jego życie radością. Wciąż szuka powodów do śmiechu. W każdym, kogo spotyka na swej drodze wywołuje uśmiech. Anand żyje pełnią życia. Może dlatego, że zostało mu zaledwie kilka miesięcy życia.

## Obsada
- Anand Saigal: Rajesh Khanna
- Dr. Bhaskar Banerjee: Amitabh Bachchan
- Renu: Sumita Sanyal
- Renu's mother: Durga Khote
- Isa Bhai (also called Murarilal): Johnny Walker
- Amitabh's patient: Asit Sen
- Dr Kulkarni : Ramesh Deo
- Matron: Lalita Pawar
- Pahalwan: Dara Singh

## Nagrody
- 1972: Nagroda Filmfare dla Najlepszego Filmu:Hrishikesh Mukherjee, N.C. Sippy
- 1972: Nagroda Filmfare dla Najlepszego Aktora: Rajesh Khanna
- 1972: Nagroda Filmfare dla Najlepszego Aktora Drugoplanowego: Amitabh Bachchan
- 1972: Nagroda Filmfare za Najlepsze Dialogi: Gulzar
- 1972: Nagroda Filmfare za Najlepszy Montaż: Hrishikesh Mukherjee
- 1972: Nagroda Filmfare za Najlepszy Scenariusz: Hrishikesh Mukherjee

## Muzyka i piosenki
Autorem muzyki jest Salil Chaudhary. Teksty piosenek i wiersz napisał Gulzar (reżyser Maachis i Hu Tu Tu)
- Maine tere liye,
- Na jiya jaye na
- Maut tu ek kavita hai (wiersz)
- Kahin door jab din dhal jaaye (autor tekstu Yogesh)
- Zindagi kaisi hai paheli(autor tekstu Yogesh)